# Barou Oumar Ouédraogo
 (août 2025).
Barou Oumar Ouédraogo est un acteur et réalisateur burkinabé, actif dans le cinéma et la télévision depuis les années 2000. Il est notamment connu pour ses rôles dans plusieurs séries télévisées et films burkinabè.

## Biographie
Barou Oumar Ouédraogo est originaire du Burkina Faso, il s'est rapidement orienté vers une carrière cinématographique, développant un intérêt notable pour le cinéma africain dans son contexte culturel. Il est notamment le frère cadet du réalisateur Idrissa Ouedraogo, comme rapporté dans un entretien où il évoque sa vie professionnelle et familiale.
Il débute sa carrière d'acteur dans les années 2000, notamment avec la série burkinabè « Kadi Jolie » en 2000, qui connaît un succès régional important. Il participe ensuite à plusieurs productions au Burkina Faso telles que « La Colère des dieux » (2003), film qui a été présenté dans différents festivals, dont la Viennale en Autriche.
Au fil du temps, il alterne entre rôles dans des séries télévisées et films. En télévision, il apparaît dans des séries reconnues comme « Les Aventures de Wambi » (2003), « En attendant le vote » (2010) et « Ça bouge ! » (2011). En parallèle, des films comme « L'autre mal » (2004), « Sauver Rama » (2008) ou encore « Le fauteuil » (2009) enrichissent sa filmographie.
Son parcours d’acteur lui a aussi permis de recevoir des nominations aux Sotigui Awards, une cérémonie de distinction d’acteurs africains.

## Filmographie

### Acteur
- 2000 : Kadi Jolie (série)
- 2003 : La Colère des dieux réalisé par Idrissa Ouédraogo (film)
- 2003 : Les Aventures de Wambi (série)
- 2004 : L'Autre Mal (film)
- 2004 : Sous la clarté de la lune (film)
- 2008 : Sauver Rama (film)
- 2009 : Le Fauteuil réalisé par Missa Hébié (film)
- 2010 : En attendant le vote... (série)
- 2011 : Ça bouge ! (série)
- 2012 : À quand le bonheur ? (film)
- 2015 : Cellule 512 (film, lien rouge)

### Réalisateur
- 2000 : Tu n’es plus ma mère (court-métrage)
- 2001 : Le Combat de Dorkass (court-métrage)
- 2001 : L’Excision conséquences (moyen-métrage)
- 2012 : À quand le bonheur ? (moyen-métrage)

## Distinctions
- Nommé aux Sotigui Awards en 2017.